# ГЕС Anbyon Youth
ГЕС Anbyon Youth — гідроелектростанція на південному сході Північної Кореї. Знаходячись перед ГЕС Anbyon Youth 2 (24 МВт), становить верхній ступінь у дериваційному гідровузлі, котрий використовує ресурс із річки Пукхан (Пукханган), яка дренує західний схил Східнокорейських гір та є правим витоком річки Хан (басейн Жовтого моря).
Ще з часів японської окупації на території Північної Кореї діяло кілька станцій, котрі використовували деривацію ресурсу на схід, між басейнами Жовтого та Японського морів (каскади Changin, Pujon, Hochon). У 1980-х подібну схему вирішили реалізувати в межах проєкту Kumgangsan. Живлення станції з потужністю 810 МВт повинно було здійснюватись із цілого ряду резервуарів:
- Водосховище Імнам на річці Пукхан, створеного за допомогою греблі висотою 121 метр.
- Водосховище Changan на річці Imjin (Rimjin), яка є ще однією притокою річки Хан, котра впадає в неї після проходження Хан через Сеул. У цьому випадку планувалась гребля висотою 123 метри.
- Водосховище Naepyong на лівій притоці тільки що згаданої Imjin.
- Водосховище Chongok на правій притоці Пукхан. Хоча воно й розташовувалось би вище по сточищу від греблі Імнам, проте забезпечувало б додатковий об'єм для накопичення ресурсу у багатоводний період року.

Дериваційна схема передбачала прокладання від Імнам тунелю довжиною 45 км на північ, у сточище річки Namdaech'ŏn (впадає у Японське море біля портового міста Вонсан), що дозволяло створити напір близько 300 метрів. На своєму шляху ця споруда також приймала б ресурс із резервуара Chongok. Розташовані західніше водосховища мав обслуговувати інший тунель довжиною 58 км, який би починався від Changan та прямував спершу у південно-східному напрямку, а після сховища Naepyong розвертався на північний схід та в підсумку з'єднувався з дериваційною трасою від Імнам.
Спорудження комплексу почалось у 1986 році, незадовго до розпаду СРСР та припинення пов'язаної з ним підтримки комуністичної влади Північної Кореї. В останній, як наслідок, посилились економічні проблеми, що не дало можливості завершити проєкт в повному обсязі — із запланованих гребель змогли звести лише Імнам, яка, при зазначеній вище висоті та довжині 710 метрів утворила водосховище з об'ємом 2,62 млрд м3.
У 1996 році машинний зал станції ввели в експлуатацію з потужністю 100 МВт, за чотири роки запрацювала друга черга, а у 2004-му після здачі третьої загальна потужність станції досягла 300 МВт, що забезпечують шість гідроагрегатів по 50 МВт. На той час станція вже отримала назву Anbyon Youth — доволі типову для гідроенергетичного будівництва у Північній Кореї починаючи з 1990-х років, коли проєктам ГЕС почали давати назви зі згадкою молоді певних міст чи районів, ідеологічний порив якої мав допомогти на будівництві (окремі станції за подібною схемою іменувались як внесок персоналу збройних сил).
Відпрацьований ресурс потрапляє у відвідний канал довжиною 5,8 км, на якому через 4,5 км розташована ГЕС Anbyon Youth 2.
У 2007—2009 роках комплекс Anbyon виробляв від 907 до 1007 млн кВт·год електроенергії на рік.

## Гребля миру
Внаслідок щорічної деривації 1,8 млрд м3 води з басейну Хан на 12 % зменшився сток цієї річки, котра протікає територією Південної Кореї. При цьому розташована на Пукхані ГЕС Хвачхон втрачала 0,2 млрд кВт·год щорічної виробітки, а розташовані нижче по сточищу Хан станції — ще 0,2 млрд кВт·год.
Втім, останнє було не найбільшою причиною для занепокоєння у Південній Кореї. Резервуар з великою місткістю на Пукхані лежав вище по сточищу від Сеулу, внаслідок чого, за песимістичними оцінками, у випадку руйнування КНДР греблі висота водяного валу в столиці Республіки Корея могла сягати 50 метрів. Як наслідок, виник проєкт «Греблі миру», місце для якої обрали на південнокорейській території неподалік від кордону. Ця наразі єдина у світі гребля з виключно воєнним призначенням експлуатується з незаповненим сховищем, яке у випадку форс-мажорних обставин повинне перехопити маси води з Імнану. «Греблю миру», яка має висоту у 125 метрів, завершили спорудженням у 2005 році.